# بن إيتوري
بن إيتوري (الاسم العلمي:Coffea ituriensis) هو نوع غير مؤكد من النباتات يتبع جنس البن من الفصيلة الفوية. سمي هذا النوع نسبةً إلى منطقة إيتوري في جمهورية الكونغو الديمقراطية.